# Andrzej Andrzejewicz Iłgowski
Andrzej Andrzejewicz Iłgowski (Ilgowski) herbu własnego (zm. ok. 1597 roku) – pisarz skarbowy Wielkiego Księstwa Litewskiego w 1586 roku, sędzia grodzki kowieński w 1578 roku, ciwun twerski w latach 1564–1592.
Poseł powiatu kowieńskiego na pierwszy sejm walny Rzeczypospolitej Obojga Narodów w Lublinie w 1569 roku. Podpisał unię lubelską 1569 roku.
Brat Iwana (Jana) Andrejewicza Iłgowskiego.